# Laura Bianconi
Laura Bianconi (Roma, 28 maggio 1960) è una politica italiana.

## Biografia
Nata a Roma, ma vive a Cesena; ha conseguito il diploma di maturità artistica. È stato capodipartimento regionale alla Sanità della Regione Emilia-Romagna.
Nel 1980, a vent'anni, aderisce alla Democrazia Cristiana.
Dal 1990 al 1995 è consigliere comunale al Comune di Cesena, città in cui vive.
Nel 1994 aderisce a Forza Italia.

### Elezione a senatore
Nella XIV Legislatura (30 maggio 2001 – 27 aprile 2006) viene eletta senatrice con il sistema proporzionale nella Regione Emilia-Romagna, nella lista Forza Italia. Durante tale legislatura, è componente delle seguenti  commissioni permanenti del Senato della Repubblica:  VII Commissione, ("Istruzione pubblica e Beni culturali");  XII Commissione "Igiene e Sanità");  XIV Commissione  ("Politiche dell'Unione europea), relativamente al periodo intercorrente dal 7 al 15 ottobre 2003; è inoltre componente della  Commissione parlamentare per l'Infanzia.
Nella XV Legislatura (inaugurata il 28 aprile 2006) è stata nuovamente eletta nella regione Emilia-Romagna, nella lista  Forza Italia  ed è stata componente della  XII Commissione Permanente del Senato della Repubblica ("Igiene e Sanità") e, dal 12 ottobre 2006, della Commissione parlamentare per l'Infanzia.
Rieletta al Senato nell'aprile 2008 (XVI Legislatura) è tuttora membro della XII Commissione permanente del Senato "Igiene e Sanità".
In merito ai temi eticamente sensibili, Laura Bianconi sostiene una linea ispirata ai valori di riferimento della religione cattolica.
Da segnalare il fatto che si è battuta strenuamente contro il referendum del 12 e 13 giugno 2005 in materia di procreazione medicalmente assistita: in particolare, era tra i fautori dell'astensionismo, per evitare che fosse raggiunto il quorum, affinché tale consultazione fosse invalidata.
Il referendum è stato poi dichiarato nullo, in quanto si recò alle urne soltanto il 25,5% degli aventi diritto al voto (il quorum richiesto era quello della maggioranza degli aventi diritto).
Eletta senatrice per il PdL nel 2013 aderisce al gruppo costola del GAL.

### Adesione a NCD e AP
Il 16 novembre 2013, con la sospensione delle attività del Popolo della Libertà, aderisce al Nuovo Centrodestra guidato da Angelino Alfano.
Dal 18 novembre al 22 novembre 2013 è stata presidente pro tempore dei senatori del Nuovo Centrodestra. Dal 22 novembre 2013 al 20 luglio 2016 è stata vice capogruppo vicario del Nuovo Centrodestra al Senato. In questa data è stata eletta per acclamazione presidente del gruppo Area Popolare, comprendente i senatori di NCD e UdC.  In questo ruolo è subentrata al dimissionario Renato Schifani.
Nel settembre 2014 ha ricevuto gli onori delle cronache per aver firmato, assieme ad altri tre parlamentari dell'NCD, Giuseppe Esposito, Pietro Langella e Federica Chiavaroli, un ordine del giorno in cui si chiedeva di "Estendere il vitalizio anche in caso di scioglimento anticipato della legislatura".
Dopo 17 anni di presenza ininterrotta in Parlamento, non si ricandida più alle elezioni politiche del 2018.